# Daytime Emmy Awards 1980
La cerimonia della 7ª edizione dei Daytime Emmy Awards (7th Daytime Emmy Awards) si è tenuta nel 1980 e ha premiato i migliori programmi e personaggi televisivi del 1979.

## Daytime Emmy Awards

### Soap opera

#### Miglior serie drammatica
- Sentieri (Guiding Light), trasmessa dalla CBS
  - Destini (Another World), trasmessa dalla NBC
  - La valle dei pini (All My Children), trasmessa dalla ABC

#### Miglior attore protagonista in una serie drammatica
- Douglass Watson, per aver interpretato Mac Cory in Destini
  - John Gabriel, per aver interpretato Seneca Beaulac in I Ryan (Ryan's Hope)
  - Michael Levin, per aver interpretato Jack Fenelli in I Ryan
  - Franc Luz, per aver interpretato Dr. John Bennett in The Doctors
  - James Mitchell, per aver interpretato Palmer Cortlandt in La valle dei pini
  - William Mooney, per aver interpretato Paul Martin in La valle dei pini

#### Miglior attrice protagonista in una serie drammatica
- Judith Light, per aver interpretato Karen Wolek in Una vita da vivere (One Life to Live)
  - Julia Barr, per aver interpretato Brooke English in La valle dei pini
  - Leslie Charleson, per aver interpretato Monica Quartermaine in General Hospital
  - Kim Hunter, per aver interpretato Nola Madison/Martha Cory in Ai confini della notte (The Edge of Night)
  - Beverlee McKinsey, per aver interpretato Iris Carrington in Destini
  - Kathleen Noone, per aver interpretato Ellen Dalton in La valle dei pini

#### Miglior attore non protagonista in una serie drammatica
- Warren Burton, per aver interpretato Eddie Dorrance in La valle dei pini
  - Vasili Bogazianos, per aver interpretato Mickey Dials in Ai confini della notte
  - Ron Hale, per aver interpretato Roger Coleridge in I Ryan
  - Julius LaRosa, per aver interpretato Renaldo in Destini
  - Shepperd Strudwick, per aver interpretato Timothy McCauley in Love of Life

#### Miglior attrice non protagonista in una serie drammatica
- Francesca James, per aver interpretato Kelly Cole Tyler in La valle dei pini
  - Deidre Hall, per aver interpretato Marlena Evans in Il tempo della nostra vita (Days of Our Lives)
  - Lois Kibbee, per aver interpretato Geraldine Whitney Saxon in Ai confini della notte
  - Elaine Lee, per aver interpretato Mildred Trumble in The Doctors
  - Valerie Mahaffey, per aver interpretato Ashley Bennett in The Doctors
  - Louise Shaffer, per aver interpretato Rae Woodard in I Ryan

#### Miglior team di registi di una serie drammatica
- Jerry Evans e Lela Swift per I Ryan
  - Larry Auerbach e Robert Scinto per Love of Life
  - Melvin Bernhardt, Robert Calhoun, Ira Cirker, Jack Hofsiss, Barnet Kellman, Paul Lammers e Andrew D. Weyman per Destini
  - Jack Coffey, Sherrell Hoffman, Henry Kaplan e Jørn Winther per La valle dei pini
  - Marlene Laird, Alan Pultz e Phil Sogard per General Hospital
  - Richard Pepperman e John Sedwick  per Ai confini della notte

#### Miglior team di sceneggiatori di una serie drammatica
- Paul Avila Mayer, Claire Labine, Jeffrey Lane, Mary Munisteri, Judith Pinsker per I Ryan
  - Cynthia Benjamin, Lanie Bertram, Marisa Gioffre, Sam Hall, Peggy O'Shea, Gordon Russell, Don Wallace  per Una vita da vivere
  - Clarice Blackburn, Cathy Chicos, Caroline Franz, Kenneth Harvey, Anita Jaffe, Agnes Nixon, Mary K. Wells, Wisner Washam, Jack Wood per La valle dei pini
  - Steve Lehrman, Henry Slesar per Ai confini della notte

### Serie e programmi speciali

#### Miglior serie d'intrattenimento per ragazzi
- ABC Afterschool Specials per l'episodio The Late Great Me: Story of a Teenage Alcoholic, trasmessa dalla ABC
  - Once Upon a Classic per la serie inglese Chico the Rainmaker, trasmessa dalla PBS
  - Special Treat per l'episodio The House at 12 Rose Street, trasmessa dalla NBC
  - Special Treat per l'episodio I Don't Know Who I Am, trasmessa dalla NBC

#### Miglior serie o programma speciale educativo o d'informazione per ragazzi
- The CBS Festival of Lively Arts for Young People per l'episodio Why a Conductor, trasmessa dalla CBS
- Sesame Street, trasmesso dalla PBS
- 30 Minutes, trasmesso dalla CBS 
  - The CBS Festival of Lively Arts for Young People per l'episodio Make 'Em Laugh: A Young People's Comedy Concert, trasmessa dalla CBS
  - Mister Rogers' Neighborhood, trasmesso da PBS

### Programmi d'intrattenimento

#### Miglior talk show, programma d'informazione o altro programma d'intrattenimento
- The Phil Donahue Show, trasmesso in syndication
  - Good Morning America, trasmesso dalla ABC
  - The Mike Douglas Show, trasmesso in syndication

#### Miglior game show
- Hollywood Squares, trasmesso dalla NBC
- The $20,000 Pyramid, trasmesso dalla ABC 
  - Family Feud, trasmesso dalla ABC

#### Miglior programma per bambini
- Hot Hero Sandwich, trasmesso dalla NBC
  - Captain Kangaroo, trasmesso dalla CBS
  - Kids Are People Too, trasmesso dalla ABC

#### Miglior programma educativo o d'informazione per bambini in forma breve
- Ask NBC News, trasmesso dalla NBC
- H.E.L.P! - Dr. Henry's Emergency Lessons for People, trasmesso dalla ABC
- In the News, trasmesso dalla CBS
- Schoolhouse Rock!, trasmesso dalla ABC 
  - Special Treat per l'episodio When You Turn Off the Set, Turn On a Book, trasmessa dalla NBC

#### Miglior presentatore di un talk show, un programma d'informazione o altro programma d'intrattenimento
- Phil Donahue, per aver presentato The Phil Donahue Show
  - Dinah Shore, per aver presentato Dinah!

#### Miglior presentatore di un game show
- Richard Dawson, per aver presentato Family Feud
  - Peter Marshall, per aver presentato Hollywood Squares

#### Miglior regista di un talk show, un programma d'informazione o altro programma d'intrattenimento
- Duke Struck per Good Morning America
  - Glen Swanson per Dinah!
  - Ron Weiner per The Phil Donahue Show

#### Miglior regista di un game show
- Jerome Shaw per Hollywood Squares 
  - Paul Alter per Family Feud

### Daytime Creative Arts Emmy Awards

#### Migliore attore o attrice ospite in una serie drammatica
- Hugh McPhillips, per aver interpretato Hugh Pearson in Il tempo della nostra vita
  - Sammy Davis Jr., per aver interpretato Chip Warren in Una vita da vivere
  - Joan Fontaine, per aver interpretato Paige Wilson in I Ryan
  - Kathryn Harrow, per aver interpretato Pat Reyerson in The Doctors
  - Eli Mintz, per aver interpretato Locksmith in La valle dei pini

#### Miglior team di "designer"
- Hy Bley (graphic designer), Mel Handelsman (illuminazione), Michael Huddle (acconciature), Bill Itkin (illuminazione), Donna Larson (illuminazione), Sylvia Lawrence (makeup), Carol Luiken (costumi) e William Mickley (direttore di scena) per La valle dei pini
  - Mercer Barrows (direttore artistico), James H. Ellingwood (direttore artistico), James Cola (makeup), Katherine Kotorakos (acconciature), Tom Markle (illuminazione), Grant Velie (illuminazione), George Whittaker (costumi) e John C. Zak (illuminazione) per General Hospital
  - Lewis Brown (costumi), Russell Christian (scenografia), Leo Farrenkopf (illuminazione), Robert Franklin (direttore artistico), Richard C. Hankins (scenografia), Edward Jackson (makeup), Frank Rubertone (acconciature) e Maury Verschoore (illuminazione) per Destini
  - James Cola (makeup), John Connolly (illuminazione), Herbert Gruber (scenografia), Bill Kellard (costumi), John Keith Quinn (acconciature) e Sy Tomashoff (direttore di scena) per I Ryan

#### Miglior team tecnico
- Robert Ambrico (cameraman), Diane Cates-Cantrell (cameraman), Jean Dadario-Burke (assistente alla regia), John Grella (montaggio videotape), Roger Haenelt (montaggio videotape), Lawrence Hammond (cameraman), Albin S. Lemanski (ingegnere del suono), Chris Mauro (cameraman), James Reichert (colonna sonora), Irving Robbin (colonna sonora), Vincent Senatore (cameraman), Teri Smith (direzione musicale), Joseph Solomito (direzione tecnica), Larry Strack (cameraman), Len Walas (operatore video), Diana Wenman (assistente alla regia), Howard Zweig (direzione tecnica) per La valle dei pini
  - Ai confini della notte
  - Destini
  - The Doctors
  - General Hospital